# Мокрая Бугурна
Мокрая Бугурна — село, административный центр Мокробугурнинского сельского поселения Цильнинского района Ульяновской области. 

## География
Находится на левом берегу реки Бугурна на расстоянии примерно 17 километров на север по прямой от районного центра села Большое Нагаткино. 

## История
Основано в конце XVIII века помещицей Секиотовой. В 1874 году деревня стала селом после постройки деревянной Троицкой церкви. В 1904 построена новая Богородская церковь. В 1913 в селе было 266 дворов и 1708 жителей, преимущественно русских. В поздний советский период работал колхоз «Победа».  Ранее работали колхозы «Великий перелом», им. Ворошилова и «40 лет Октября».

## Население
Население составляло 529 человек в 2002 году (татары 44%, чуваши 30%), 563 по переписи 2010 года.

## Известные уроженцы
Лаврентьев Александр Павлович (1926—2014) —  советский деятель целлюлозно-бумажной промышленности, передовик производства, рационализатор.

## Известные жители
- Сурков Григорий Николаевич — Герой Советского Союза, пред. колхоза.
- Чиженков Николай Николаевич — Герой Советского Союза (1945).